# Districtul Sougueur
Sougueur este un district din provincia Tiaret, Algeria.